# Elden Ring
Elden Ring (エルデンリング Eruden Ringu?) es un videojuego de rol de acción desarrollado por FromSoftware y publicado por Bandai Namco Entertainment. El videojuego surge de una colaboración entre el director y diseñador Hidetaka Miyazaki y el novelista de fantasía George R. R. Martin.
El videojuego se lanzó al mercado a nivel mundial el 25 de febrero de 2022 en las plataformas Xbox One, Xbox Series X/S, Microsoft Windows, PlayStation 4, PlayStation 5. La crítica lo elogió por el diseño de su mundo abierto, la jugabilidad y la ambientación, recibiendo algunas críticas por su rendimiento técnico. También, recibió múltiples premios a juego del año, tales como el de los Game Awards de 2022, y alcanzó las 20 millones de unidades vendidas en su primer año. En junio de 2024, se publicó el contenido descargable Shadow of the Erdtree,el cual recibió elogios similares de la crítica, vendiendo más de 5 millones de unidades. Un spin-off multijugador titulado Elden Ring Nightreign se publicó el 30 de mayo de 2025.

## Jugabilidad
Elden Ring es un videojuego de rol de acción en tercera persona, con una jugabilidad centrada en el combate y la exploración. Presenta características similares de otros juegos desarrollados por FromSoftware, tales como la saga Dark Souls, Bloodborne y Sekiro: Shadows Die Twice. Localizado en un mundo abierto, el jugador puede explorar libremente las Tierras Intermedias y sus seis áreas principales. Estas localizaciones varían desde Necrolimbo, una zona de prados verdes y ruinas antiguas, hasta Caelid, un páramo poblado de monstruos no-muertos. Las zonas de mundo abierto se pueden explorar con la montura espectral del personaje jugador, Torrentera, como principal método de viaje, además de la opción de viaje rápido fuera de combate. A lo largo del juego, el jugador puede encontrarse personajes no jugador (NPC) y enemigos, incluyendo semidioses que gobiernan cada área principal y sirven como los principales jefes del juego. Además de zonas de mundo abierto, el juego incluye también mazmorras escondidas, como catacumbas, túneles y cuevas donde los jugadores pueden pelear contra jefes y conseguir objetos valiosos.
El jugador elige una clase de personaje al inicio del juego, lo cual determina los hechizos y equipamiento con el que comienza la partida. El combate contra los enemigos puede ser a melé o a distancia usando armas a distancia o hechizos. Se puede bloquear los ataques de los enemigos mediante escudos o esquivando. Los hechizos permiten al jugador fortalecer sus armas, combatir a los enemigos a distancia o recuperar puntos de salud. En Elden Ring las armas se pueden mejorar utilizando las Cenizas de Guerra, objetos que añaden nuevas habilidades a las armas. Las Cenizas de Guerra se pueden aplicar o retirar en las armas, y cada Ceniza añade un Arte de Combate, una habilidad especial que puede ser utilizada en combate. Además del combate directo, las mecánicas de sigilo se pueden utilizar para evitar a los enemigos o acercarse a estos para realizar un ataque crítico escondido.
Los Sitios de Gracia, puntos de control, están dispersos a lo largo del mapa del juego y actúan como lugares donde el jugador puede aumentar sus estadísticas, cambiar los hechizos memorizados, intercambiar entre Cenizas de Guerra o viajar a otros Sitios de Gracia mediante la mecánica de viaje rápido. Al morir, el jugador reaparece en el último Sitio de Gracia donde haya descansado; también puede elegir si reaparecer en una Estaca de Márika si muere en su zona de influencia. Para incrementar sus estadísticas en los Sitios de Gracia, el jugador tiene que gastar runas, una moneda dentro del juego adquirida al matar a enemigos. Las runas también se pueden usar para comprar objetos y mejorar armas y equipamiento. Morir en Elden Ring hace que el jugador pierda todas las runas coleccionadas en el lugar de muerte y si el jugador muere otra vez antes de recuperar las runas, se pierden para siempre.
Elden Ring incluye mecánicas de fabricación, para las que hace falta materiales para crear objetos. Para fabricar un objeto concreto, el jugador debe tener una receta de fabricación. Las recetas se pueden encontrar dentro de objetos llamados Libros de Preparación, los cuales están dispersos por el mundo. Los materiales se pueden obtener al derrotar a enemigos, explorar el mundo o comerciando con NPCs mercaderes. Los objetos fabricables varían desde dardos envenenados, tarros explosivos u objetos consumibles que aumentan temporalmente la fuerza del jugador en combate. De manera similar a los juegos de la saga Dark Souls, el jugador puede invocar a NPCs amistosos, llamados espíritus, para combatir a los enemigos. Cada tipo de espíritu requiere su equivalente en Cenizas de Espíritu para ser invocado; se pueden encontrar diferentes tipos de Cenizas de Espíritu a lo largo del mundo. También se les puede invocar cerca de unas estructuras llamadas Monumentos al Renacimiento, los cuales se encuentran principalmente en zonas amplias y dentro de arenas de combate contra jefes.
Elden Ring tiene modo multijugador que permite a los jugadores ser invocados para jugar en cooperativo o en un combate jugador contra jugador (PvP) a través de Internet. Para jugar en cooperativo hay que colocar una Señal de invocación en el suelo que aparece en el mundo de los jugadores que hayan utilizado un Remedio de Dedo Doblado. Si otro jugador interactúa con la Señal, la persona indicada en esta aparecerá en su mundo. Los jugadores cooperadores permanecen en el mismo mundo hasta que el jefe de la zona haya sido derrotado o hasta que el jugador invocado muera y sea enviado de vuelta a su mundo. El combate PvP requiere utilizar una Señal de invocación para retar a otro jugador en un duelo de manera directa, o usando objetos como un Dedo Sangriento o un Dedo de Recusante para invadir el mundo de otros jugadores. El huésped del mundo también puede utilizar una Lengua del Atormentador para aumentar la probabilidad de ser invadido por otros jugadores, así como reducir el tiempo entre invasiones.

## Sinopsis

### Ambientación y personajes
Elden Ring tiene lugar en las Tierras Intermedias, un continente ficticio influenciado por entidades llamadas dioses externos. De estos, el dios más destacado es la Voluntad Mayor, la cual envió a las Tierras Intermedias el Círculo de Elden -- una manifestación física de las leyes de la física, compuesta de runas mágicas -- y el Árbol Áureo -- un gigantesco árbol dorado que influencia a los habitantes de estas tierras. Los Dos Dedos, un emisario de la Voluntad Mayor, eligieron a Márika como recipiente del Círculo de Elden, ascendiendo así a la divinidad y gobernando el continente junto a su consorte, el Señor del Círculo, y creando una dinastía y una religión llamada la Orden Dorada. Durante el reinado de Márika, existieron dos Señores; Godfrey, también llamado el Señor de la Batalla, que lideró todas las guerras victoriosamente contra los enemigos de la Orden Dorada; y Radagon, el alter ego masculino de Márika. Para crear su mundo ideal, Márika extrajo la Runa de la Muerte del Círculo de Elden y se la entregó a su sombra, Maliketh, erradicando la muerte de las Tierras Intermedias. Sin embargo, no todos sus habitantes eran tratados en igualdad bajo la Orden Dorada. Los augurios, seres nacidos con cuernos, eran discriminados; y los Sinluz, humanos que no eran bendecidos por la gracia del Árbol Áureo, fueron exiliados de las Tierras Intermedias.
Como fruto de un complot, en la Noche de los Puñales Negros, Godgwyn el Dorado, hijo de Márika, fue asesinado utilizando un fragmento de la Runa de la Muerte. Tras esto, Márika destruyó el Círculo de Elden, abandonando el reino en el caos y provocando su encierro dentro del Árbol Áureo. Más tarde, los hijos restantes de Márika, todos semidioses, heredaron fragmentos del Círculo, llamados Grandes Runas, corrompiéndolos y empujándoles a luchar entre sí en la guerra de la Devastación. Entre los portadores de Runas estaban: Morgott, un Augurio leal a la Orden Dorada, a pesar de sufrir su discriminación; Mohg, hermano gemelo de Morgott, quien desea crear su propia dinastía; Radahn, un general de guerra que quedó gravemente afectado por la Putrefacción Roja en combate contra Malenia; Rykard, un antiguo pretor que buscó el poder mediante la blasfemia; Ranni, una bruja que buscaba derrocar a la Voluntad Mayor, orquestando el complot de asesinato contra Godgwyn; Miquella, maldito de nacimiento con la eterna juventud y con un carácter cautivador; Malenia, hermana gemela de Miquella, también maldita de nacimiento conteniendo la Putrefacción Roja en su cuerpo; y Godrick, un familiar lejano que busca la fuerza mediante el injerto de extremidades de sus enemigos en su propio cuerpo.
Por otra parte, misteriosamente también se le concedió fuerza a los Sinluz, resucitándolos y concediéndoles la inmortalidad, antes de instruirles a volver a las Tierras Intermedias, reparar el Círculo de Elden y convertirse en Señor del Círculo. Entre los Sinluz convocados se encuentran: Máscara Dorada, un fundamentalista que busca restaurar la Orden Dorada; Fia, una consorte de finados que pretende resucitar a Godgwyn; el Zampaheces, un criminal que quiere extirpar a todos los habitantes del continente de la influencia del Árbol Áureo profanando sus cadáveres; Sir Gideon Ofnir, un maestro del espionaje que recopila información de eventos presentes durante la partida; y el personaje jugador, un Sinluz sin renombre. Como un Sinluz, el jugador debe atravesar las Tierras Intermedias para reparar el Círculo de Elden y convertirse en el Señor del Círculo.

### Argumento
Al comienzo de su viaje, el personaje jugador Sinluz se encuentra con una doncella llamada Melina. El Sinluz no tiene doncella, por lo que ella se ofrece como tal, permitiéndole la habilidad para transformar runas en fuerza, así como regalarle la montura espectral llamada Torrentera. La única condición de Melina es que el Sinluz la lleve hasta el Árbol Áureo, el hogar del Círculo de Elden. Más tarde, Melina lleva al Sinluz hasta la Mesa Redonda, un lugar de encuentro para otros Sinluz que también buscan reparar el Círculo de Elden. El benefactor de la Mesa Redonda, los Dos Dedos, indica al Sinluz que debe recuperar las Grandes Runas y llevarlas hasta el Árbol Áureo, donde se pueden utilizar para reparar el Círculo.
El Sinluz continúa su viaje por las Tierras Intermedias, investigando sus regiones y derrotando semidioses. Cuando obtiene dos Grandes Runas, los Dos Dedos, le permiten enfrentarse a Morgott, el Rey de los Augurios, el semidios que guarda el Árbol Áureo. Antes de morir, Morgott advierte que el Árbol no permitirá a nadie entrar en él, haciendo imposible la reparación del Círculo. El Sinluz lo comprueba al acercarse al Árbol Áureo y encontrar el interior bloqueado por una barrera de espinas. Entonces, Melina sugiere al Sinluz viajar hasta la Llama de la Perdición, la cual pueden utilizar para prender el Árbol Áureo y quemar la barrera de espinas. Alternativamente, el Sinluz puede buscar la Llama Frenética, igualmente poderosa. Si el Sinluz no obtuvo el poder de la Llama Frenética, Melina tomará el poder de la Llama de la Perdición y se sacrificará para prender en llamas el Árbol Áureo. Si el Sinluz sí obtuvo la Llama Frenética, Melina le abandonará, forzándole a utilizar la Llama Frenética para quemar el Árbol Áureo. 
En todo caso, el Sinluz es transportado hasta Farum Azula mientras el Árbol Áureo arde. Tras derrotar a Maliketh, la Hoja Negra, y utilizar su Runa de la Muerte para alimentar el fuego, el Sinluz vuelve al pie del Árbol Áureo. Dentro de este, combate contra Radagon, consorte de Márika, así como contra una manifestación del Círculo de Elden, la Bestia del Círculo. Tras derrotar a ambos, el Sinluz accede al cuerpo fragmentado de Márika, la cual contiene los restos del Círculo de Elden. Dependiendo de las acciones del Sinluz a lo largo del juego, se pueden lograr hasta seis finales diferentes:
- En cuatro de estos finales el Sinluz se convierte en Señor del Círculo, manteniendo intacto el cuerpo fragmentado de Márika y dando origen a una nueva era:
  - Si el Sinluz no se alía con nadie, comienza la Era de la Fragilidad, dejando las Tierras Intermedias inalteradas. Este es el final por defecto del juego.
  - Si el Sinluz se alia con el personaje no jugador Máscara Dorada, comienza la Era del Orden al introducir la runa reparadora de la Orden Perfecta en el Círculo de Elden.
  - Si el Sinluz se alia con Fia, da comienzo la Era de los nacidos en la oscuridad al introducir la runa reparadora del Príncipe de la Muerte en el Círculo de Elden.
  - Si el Sinluz completa las misiones del Zampaheces, da origen a la Bendición de la desesperación al introducir la runa reparadora de la Maldición de los Caídos en el Círculo de Elden.
- Si el Sinluz conspira con Ranni, ella destruye el Círculo de Elden y da paso a la Era de las Estrellas. El Sinluz se convierte en el consorte eterno de Ranni.
- Si el Sinluz tiene una audiencia con los Tres Dedos y pacta con la Llama Frenética, este prende fuego a las Tierras Intermedias y se convierte en Señor de la Llama Frenética. Más tarde, Melina jura vengarse del Sinluz.

#### Shadow of the Erdtree
En esta expansión, el Sinluz sigue el rastro de Miquella hasta llegar al Reino de las Sombras. Durante el viaje por estas tierras, se desvelan elementos del pasado de Márika; los Cornamentados, seres similares a los Augurios; Messmer, hijo de Márika; y los planes de Miquella para alcanzar la divinidad.

## Desarrollo
Miyazaki consideró a Elden Ring desde los inicios de su desarrollo como una "evolución natural" de la serie Dark Souls, ya que el juego sería mucho más grande que estos en escala, con un mundo abierto con nuevas mecánicas de juego como la equitación y la capacidad de combatir a otros enemigos sobre monturas. A diferencia de muchos otros juegos de mundo abierto, Elden Ring no contaría con ciudades pobladas con muchos personajes no jugables (comúnmente conocidos como NPCs, por sus siglas en inglés), sino que el mundo tendría, en su lugar, numerosas ruinas similares a mazmorras. Miyazaki esperaba que la mayor escala añadiría libertad y profundidad a la exploración. FromSoftware se puso en contacto con el novelista de fantasía George R. R. Martin, autor de la saga Canción de hielo y fuego, solicitando su colaboración en la construcción del mundo del videojuego. Como fanático de la obra de Martin, Miyazaki esperaba que las aportaciones de Martin ayudarían a crear una narrativa más accesible que aquella de los videojuegos anteriores de FromSoftware.
Miyazaki permaneció como principal director de la narrativa, dándole a Martin libertad creativa para escribir sobre eventos ocurridos antes de la trama principal. Miyazaki comparó las contribuciones de Martin con las de un "manual del Amo de la Mazmorra en un RPG de sobremesa". La trama se diseñó para ser difícil de comprender, al igual que en los títulos anteriores del estudio; los desarrolladores querían que los jugadores interpretaran la historia por sí mismos a través de las descripciones de objetos y conversaciones opcionales con NPCs. Miyazaki declaró que disfrutó escribiendo a los NPCs con más detalle y creía que eran más convincentes que en sus anteriores obras. En una entrevista con IGN, Miyazaki afirmó que decidió dar control a Martin sobre la historia de fondo debido a las restricciones impuestas en los escritores y su método de narrativa en FromSoftware. Se dio cuenta de que FromSoftware no quería un juego centrado en la historia o de historia lineal, y que al dar a Martin la supervisión de la historia de fondo, en la que el jugador no está directamente involucrado, podía aportarle a Martin la libertad necesaria para sus contribuciones. Parte del equipo de la serie Game of Thrones, adaptación de Canción de hielo y fuego, también colaboró en el desarrollo del videojuego.
Elden Ring comenzó su desarrollo a principios de 2017 tras el lanzamiento del último paquete de contenido descargable de Dark Souls III, The Ringed City. Su desarrollo coincidió en el tiempo con el de Sekiro: Shadows Die Twice, también dirigido por Miyazaki. Aunque el combate de Elden Ring contiene ciertas similitudes con el de Sekiro, ningún juego inspiró las mecánicas del otro. FromSoftware dirigió ambos juegos siguiendo una estructura de codirección, en la que cada juego tenía un miembro que cumplía el rol de director en las primeras etapas de desarrollo. Posteriormente, Miyazaki contribuía en la dirección de las mecánicas, arte y música del juego. El equipo de diseño de FromSoftware se centró en la escala de los escenarios, juego de roles y la narrativa como aspectos principales. Los desarrolladores atribuyeron a la escala la función de crear una sensación de diversidad, y pretendieron que los elementos de juego de rol permitieran diferentes interacciones entre el jugador y el entorno. El aumento de la escala del juego requirió de la creación de diferentes estructuras explorables (ej.: castillos, mazmorras, minas etc.), las cuales el equipo unió en el mundo abierto. Miyazaki ha mencionado como principales influencias en diseño a los videojuegos Shadow of the Colossus, The Elder Scrolls, The Witcher 3 y The Legend of Zelda: Breath of the Wild. A su vez, también fueron de inspiración para la historia el juego RPG de mesa RuneQuest y las novelas El Señor de los Anillos y The Eternal Champion. La banda sonora fue compuesta por Tsukasa Saitoh, Shoi Miyazawa, Tai Tomisawa, Yuka Kitamura y Yoshimi Kudo.
Elden Ring fue anunciado por primera vez en una conferencia de Xbox, como parte del E3 2019. Previamente ya se había filtrado cierta información del juego debido a una vulnerabilidad en los servidores de Bandai Namco Entertainment. Tras el anuncio, Elden Ring se situó entre los títulos más esperados; sin embargo, no se publicó más información hasta la demostración de un tráiler en junio de 2021. Bandai Namco facilitó el playtesting al público, lanzando una beta cerrada del juego a la que los jugadores podían inscribirse para participar en noviembre de 2021. En un primer lugar, se estableció como fecha de lanzamiento el 21 de enero de 2022, pero se pospuso al 25 de febrero del mismo año. En su lanzamiento, Elden Ring tenía problemas de rendimiento, recibiendo quejas de jugadores por una insuficiente tasa de fotogramas por segundo. Posteriores parches de software y actualizaciones resolvieron algunos de estos problemas.
En noviembre de 2022 se anunció el lanzamiento de una campaña de micromecenazgo en Kickstarter para un juego de mesa basado en Elden Ring, desarrollado por Steamforge Games. En febrero de 2023 se anunció el desarrollo de una expansión titulada Shadow of the Erdtree.Posteriormente, se publicó un tráiler de la expansión en febrero de 2024, anunciando su fecha de lanzamiento para el 21 de junio de 2024.

## Recepción

### Crítica
Elden Ring recibió un reconocimiento universal de acuerdo con el agregador de reseñas Metacritic, con una nota de 94/100 en su versión para Windows y de 96/100 para sus versiones de PlayStation 5 y Xbox Series X y Series S, respectivamente. En OpenCritic recibió una valoración de 95/100, situándose como el cuarto videojuego mejor valorado de la plataforma.
En la prensa internacional, la crítica alabó a Elden Ring por aspectos como la experiencia de exploración y descubrimiento en el mundo abierto, la escala de los escenarios, la complejidad del diseño de niveles y el diseño artístico. Tamoor Hussain, periodista de GameSpot, elogió la combinación del diseño de niveles lineal de las mazmorras, la diferente estética entre las zonas del juego y el mundo abierto; también declaró que "Elden Ring es un festín espectacular para los ojos". La inclusión de la montura espectral Torrentera y de las Cenizas de Guerra, habilidades que permiten personalizar armas, ataques y magias, fueron positivamente criticadas al aportar variedad a las opciones de combate contra múltiples enemigos, huir de trampas o viajar por el mundo salvando grandes desniveles en el terreno. Fueron múltiples las comparaciones positivas con el videojuego The Legend of Zelda: Breath of the Wild al hablar de la sensación de aventura, la exploración del mundo y la adaptación de los videojuegos de mundo abierto a las características propias de sus respectivas sagas.
Al igual que en anteriores lanzamientos de FromSoftware, la crítica estuvo polarizada sobre la dificultad de Elden Ring. Diferentes medios criticaron y elogiaron aspectos como la ausencia de un modo fácil, la escasa guía al jugador en la exploración del mundo o el diseño de jefes. Algunos medios, como Polygon, Eurogamer y Gamesradar+ coincidieron en que, si bien la dificultad es alta, por el diseño de enemigos, jefes y minijefes, y a la vez, es uno de los juegos más accesibles de FromSoftware para nuevos jugadores, por la variedad de armas y habilidades a disposición del jugador, así como la adición de la montura y el viaje rápido entre Sitios de Gracia y Estacas de Márika.
En el apartado técnico, Michael Thompson, periodista del medio IGN, afirmó que Elden Ring es "un gran paso adelante para FromSoftware" y "presenta mejoras en calidad de modelados, densidad de escenarios, iluminación, efectos etc. en comparación con los juegos anteriores de FromSoftware". Por otra parte, múltiples medios señalaron negativamente problemas relacionados con el rendimiento técnico, concretamente con ralentizaciones bruscas en la tasa de fotogramas por segundo o stuttering. En la versión de lanzamiento, el stuttering se detectó en todas las versiones comercializadas para todas las plataformas, aunque especialmente en la versión para Windows; las versiones para consolas también presentaron problemas, sobre todo para alcanzar una tasa estable de 60 fotogramas por segundo, con caídas hasta los 30 o 40 fotogramas por segundo. En los primeros días tras el lanzamiento, en la plataforma Steam aumentó el número de reseñas negativas debido a estos problemas. Fueron necesarios parches posteriores para mejorar estos aspectos del rendimiento técnico, también para la videoconsola portátil de Valve, Steam Deck.
IGN España elogió el diseño del mundo y su capacidad de invitar a la exploración, el descubrimiento y la sensación de aventura; describió el mapa como "una sucesión de gigantescos e irregulares entornos sobre los que el desnivel ejerce un papel fundamental para definir rutas y aislar localizaciones" y describió como "como poco, impactante" el diseño combinado del mundo abierto y las mazmorras. También consideró positivo la evolución en el combate, donde "la postura, el salto y el combate a caballo se sienten como los elementos más distintivos de la propuesta.
Por otra parte, MeriStation también alabó el mundo tanto en términos de escala como de dirección artística y exploración. Destacó como positivo la mayor variedad de opciones para la personalización del personaje y creación de builds híbridas (ej.: guerrero/hechicero con atributos tanto físicos como mágicos), a diferencia de anteriores entregas de FromSoftware. El periodista Francisco J. Brenlla señaló como únicos aspectos negativos la repetición de minijefes, lo cual "les hace perder frescura a la larga" y la necesidad de "pulir un poco más el apartado técnico".
La revista Eurogamer elogió la variedad de situaciones y factores estratégicos a tener en cuenta en los enfrentamientos contra enemigos en el mundo abierto, teniendo que aprovechar diferencias en el terreno, el combate a caballo para pelear contra enemigos gigantes o salvar zonas peligrosas, y la personalización de las Cenizas de Guerra en función de las debilidades de los enemigos (ej.: debilidad contra efecto sangrado o de congelación). Por otra parte, también destacó positivamente la narrativa, donde es notable la presencia de George R. R. Martin en el desarrollo de Elden Ring en "la importancia de las facciones, traiciones y muertes de personajes" en combinación con elementos característicos de FromSoftware: "pistas crípticas, misiones escondidas, toma de decisiones [...], personajes opacos pero carismáticos y mucha atención al detalle en las descripciones de objetos".
Hobby Consolas elogió, además de la sensación exploración y descubrimiento del mundo abierto, la dirección artística, valorando que, en palabras del periodista Álvaro Alonso, "el mundo de Elden Ring tiene una solemnidad, un aura de misterio y una sensación de grandiosidad constantes". En cuanto al diseño de niveles de las mazmorras y fortificaciones, valoró que "el diseño de estas ubicaciones es endiabladamente complejo y retorcido". Como aspectos negativos, se destacaron el popping de la hierba y el stuttering, defectos técnicos especialmente presentes en la versión de PC y que pueden resultar "evidentes y molestos".

### Ventas
En su primer mes en el mercado, Elden Ring vendió 13,4 millones de copias, alcanzando los 20 millones en febrero de 2023 y los 30 millones en abril de 2025. En comparación, esto es la mitad de los 27 millones de copias vendidas por la trilogía Dark Souls, siendo el juego de Bandai Namco más rápidamente vendido. También, lideró las listas de juegos más vendidos semanalmente y de jugadores simultáneos en Steam, alcanzando un pico de 952 523 jugadores a principios de marzo.
Durante su primera semana de lanzamiento, fue el juego mejor vendido en las tiendas de Japón con 1 millón de copias, siendo el segundo mejor vendido del mes de febrero. En EE. UU. fue el mejor vendido de los últimos 12 meses, superando a Call of Duty: Vanguard.En Europa, fue el juego mejor vendido de febrero, consiguiendo ser el mejor lanzamiento de una nueva IP desde Tom Clancy's The Division en 2016. En España, vendió 60 500 copias en la primera semana de lanzamiento, siendo el mejor lanzamiento de FromSoftware en este país.
La expansión Shadow of the Erdtree vendió 5 millones de unidades durante los primeros tres días desde su lanzamiento.

### Premios

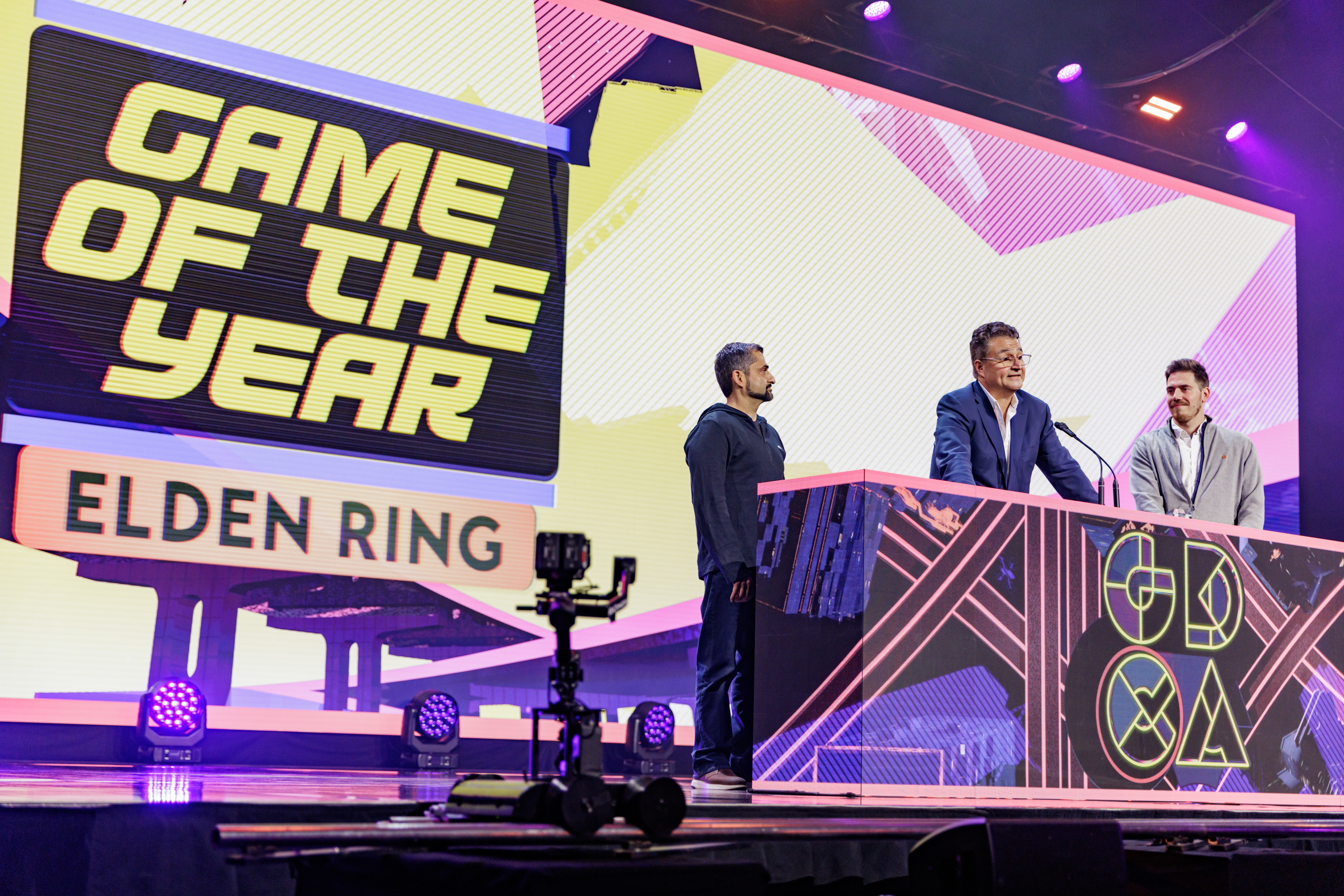
Elden Ring ganó el premio a "Juego del Año" de los Game Developers Choice Awards en el año 2023

Elden Ring ganó múltiples premios y reconocimientos. Diversos medios lo listaron como "Juego del Año" 2022, tales como Ars Technica, Destructoid, EGM, Eurogamer, Game Informer, GamesRadar+, GameSpot, IGN, PC Gamer y Polygon. Es uno de los juegos más galardonados de la Historia, con 324 premios de "Juego del Año".
| Año  | Premio                        | Categoría                                                 | Resultado | Referencia      |
| ---- | ----------------------------- | --------------------------------------------------------- | --------- | --------------- |
| 2020 | Premios Golden Joystick       | Juego más esperado                                        | Nominado  | [ 122 ]         |
| 2020 | The Game Awards 2020          | Juego más esperado                                        | Ganador   | [ 123 ]         |
| 2021 | Premios Golden Joystick       | Juego más esperado                                        | Ganador   | [ 124 ]         |
| 2021 | The Game Awards 2021          | Juego más esperado                                        | Ganador   | [ 123 ]         |
| 2021 | Gamescom                      | Juego más esperado                                        | Ganador   | [ 125 ]         |
| 2021 | Gamescom                      | Mejor juego de PlayStation                                | Ganador   | [ 125 ]         |
| 2021 | Gamescom                      | Mejor juego de acción/aventura                            | Ganador   | [ 125 ]         |
| 2021 | Gamescom                      | Mejor juego de rol                                        | Ganador   | [ 125 ]         |
| 2021 | Gamescom                      | Mejor juego de la Gamescom                                | Ganador   | [ 125 ]         |
| 2022 | Japan Game Awards             | Gran premio                                               | Ganador   | [ 126 ]         |
| 2022 | Japan Game Awards             | Premio a la excelencia                                    | Ganador   | [ 126 ]         |
| 2022 | Dragon award                  | Mejor juego de PC/Consola de ciencia ficción o fantasía   | Ganador   | [ 127 ]         |
| 2022 | Golden Joystick Awards        | Mejor juego del año                                       | Ganador   | [ 128 ]         |
| 2022 | Golden Joystick Awards        | Juego del año de PlayStation                              | Nominado  | [ 128 ]         |
| 2022 | Golden Joystick Awards        | Mejor diseño visual                                       | Ganador   | [ 128 ]         |
| 2022 | Golden Joystick Awards        | Mejor juego multijugador                                  | Ganador   | [ 128 ]         |
| 2022 | Golden Joystick Awards        | Premio elección de la crítica                             | Ganador   | [ 128 ]         |
| 2022 | The Game Awards 2022          | Juego del año                                             | Ganador   | [ 129 ]         |
| 2022 | The Game Awards 2022          | Mejor dirección                                           | Ganador   | [ 129 ]         |
| 2022 | The Game Awards 2022          | Mejor narrativa                                           | Nominado  | [ 129 ]         |
| 2022 | The Game Awards 2022          | Mejor dirección de arte                                   | Ganador   | [ 129 ]         |
| 2022 | The Game Awards 2022          | Mejor música y banda sonora                               | Nominado  | [ 129 ]         |
| 2022 | The Game Awards 2022          | Mejor diseño de audio                                     | Nominado  | [ 129 ]         |
| 2022 | The Game Awards 2022          | Mejor juego de rol                                        | Ganador   | [ 129 ]         |
| 2023 | Steam Awards                  | Juego del año                                             | Ganador   | [ 130 ]         |
| 2023 | Steam Awards                  | Mejor juego "al que no sabes jugar"                       | Ganador   | [ 130 ]         |
| 2023 | New York Game Awards          | Premio Big Apple a mejor juego del año                    | Ganador   | [ 131 ]         |
| 2023 | New York Game Awards          | Premio Herman Melville a mejor narrativa en un videojuego | Nominado  | [ 131 ]         |
| 2023 | New York Game Awards          | Premio Estatua de la libertad a mejor mundo               | Ganador   | [ 131 ]         |
| 2023 | New York Game Awards          | Premio Tin Pan Alley a mejor música                       | Nominado  | [ 131 ]         |
| 2023 | D.I.C.E. Awards               | Juego del año                                             | Ganador   | [ 132 ]         |
| 2023 | D.I.C.E. Awards               | Logro extraordinario en dirección                         | Ganador   | [ 132 ]         |
| 2023 | D.I.C.E. Awards               | Logro extraordinario en diseño                            | Ganador   | [ 132 ]         |
| 2023 | D.I.C.E. Awards               | Juego de rol del año                                      | Ganador   | [ 132 ]         |
| 2023 | D.I.C.E. Awards               | Logro técnico extraordinario                              | Ganador   | [ 132 ]         |
| 2023 | D.I.C.E. Awards               | Logro extraordinario en historia                          | Nominado  | [ 132 ]         |
| 2023 | D.I.C.E. Awards               | Logro extraordinario en animación                         | Nominado  | [ 132 ]         |
| 2023 | Game Developers Choice Awards | Juego del año                                             | Ganador   | [ 133 ] [ 134 ] |
| 2023 | Game Developers Choice Awards | Mejor audio                                               | Nominado  | [ 133 ] [ 134 ] |
| 2023 | Game Developers Choice Awards | Mejor diseño                                              | Ganador   | [ 133 ] [ 134 ] |
| 2023 | Game Developers Choice Awards | Premio a la innovación                                    | Nominado  | [ 133 ] [ 134 ] |
| 2023 | Game Developers Choice Awards | Mejor tecnología                                          | Nominado  | [ 133 ] [ 134 ] |
| 2023 | Game Developers Choice Awards | Mejor arte visual                                         | Ganador   | [ 133 ] [ 134 ] |
| 2023 | Premios BAFTA de Videojuegos  | Mejor juego                                               | Nominado  | [ 135 ] [ 136 ] |
| 2023 | Premios BAFTA de Videojuegos  | Logro artístico                                           | Nominado  | [ 135 ] [ 136 ] |
| 2023 | Premios BAFTA de Videojuegos  | Diseño de juego                                           | Nominado  | [ 135 ] [ 136 ] |
| 2023 | Premios BAFTA de Videojuegos  | Multijugador                                              | Ganador   | [ 135 ] [ 136 ] |
| 2023 | Premios BAFTA de Videojuegos  | Música                                                    | Nominado  | [ 135 ] [ 136 ] |
| 2023 | Premios BAFTA de Videojuegos  | Propiedad intelectual original                            | Ganador   | [ 135 ] [ 136 ] |
| 2023 | Premios BAFTA de Videojuegos  | Logro técnico                                             | Nominado  | [ 135 ] [ 136 ] |
| 2023 | Premios BAFTA de Videojuegos  | Juego del año                                             | Nominado  | [ 135 ] [ 136 ] |
| 2023 | Nebula Awards                 | Mejor narrativa                                           | Ganador   | [ 137 ]         |
| 2023 | Famitsu Dengeki Game Awards   | Juego del año                                             | Ganador   | [ 138 ]         |
| 2023 | Famitsu Dengeki Game Awards   | Mejores gráficos                                          | Ganador   | [ 138 ]         |
| 2023 | Famitsu Dengeki Game Awards   | Mejor RPG                                                 | Nominado  | [ 138 ]         |
| 2023 | Famitsu Dengeki Game Awards   | Mejor juego para novatos                                  | Nominado  | [ 138 ]         |

## Película
En mayo de 2025 se anunció que una película adaptación de Elden Ring se encuentra en producción por A24 y Bandai Namco. El cineasta Alex Garland es el director y guionista, mientras que George R. R. Martin, Peter Rice, Allon Reich y Vince Gerardis son los productores de la película.